# Нерандзиос Матрапезопулос
Нерандзиос Матрапезопулос (на гръцки: Νεράντζιος Ματραπεζόπουλος) е гръцки учен от XVIII век. 

## Биография
Роден е в западномакедонския град Сятища, тогава Османската империя, днес Гърция. Дълги години е главен учител. Превежда Корана от турски на гръцки език.